# Inspektionen des Marineamtes
Das Inspektionen des Marineamtes waren Einrichtungen des Marineamtes der Deutschen Marine, die von 1965 bis 2012 bestanden.
Anfangs wurden im Oktober 1965 sechs Inspektionen beim Marineamt eingerichtet. 1968 kam eine weitere Inspektion dazu. Bereits die Vorläufereinrichtungen hatten ab Februar 1962 Inspizientenbefugnisse für die jeweiligen Aufgabenbereiche.
Alle Inspektionen wurden am 30. September 1973 aufgelöst.

## Inspektion für Erziehung und Bildung in der Marine (InEBM) und Inspektion für Offizier- und Unteroffizier-Ausbildung der Marine (InO/UAusbM)

### Inspektionsgeschichte
Die Inspektion für Erziehung und Bildung in der Marine wurde am 1. Oktober 1965 mit dem Admiral für Erziehung und Bildung in der Marine eingerichtet. Für die Einrichtung wurde die Abteilung Ausbildung des Zentralen Marinekommandos herangezogen.
Am 31. August 1970 wurde die Inspektion in Inspektion für Offizier- und Unteroffizier-Ausbildung der Marine umbenannt.
Mit der Auflösung Ende September 1973 wurde die Abteilung I Ausbildung im Marineamt eingerichtet, welche zugleich Admiral der Offiziers- und Unteroffiziersausbildung der Marine war.

### Gliederung
- Marineschule Mürwik
- Marineunteroffizierschule
- Marineausbildungsregiment mit vier Marineausbildungsbataillonen
- Kommando der Schulschiffe

### Admirale für Erziehung und Bildung in der Marine
- unbesetzt: von Oktober 1965 bis Februar 1966
- Flottillenadmiral Walter Flachsenberg: von Februar 1966 bis März 1969
- Flottillenadmiral Herwig Collmann: von April 1969 bis August 1970

### Admirale der Offiziers- und Unteroffiziersausbildung der Marine
- Flottillenadmiral Herwig Collmann: von September 1970 bis März 1973
- Flottillenadmiral Oswald Duch: von April 1973 bis September 1973, anschließend Leiter der neu eingerichteten Abteilung I Ausbildung im Marineamt

### Stellvertreter und Chefs des Stabes
- Kapitän zur See Gerhard Haelbich: von Oktober 1965 bis September 1970
- Kapitän zur See Hermann Schmidt: von Oktober 1970 bis September 1973

## Inspektion der Marinewaffen (InMWa.)

### Inspektionsgeschichte
Die Inspektion der Marinewaffen wurde am 1. Oktober 1965 mit dem Admiral der Marinewaffen eingerichtet. Diese Dienststellung ging aus dem Kommando der Marinewaffen hervor.

### Gliederung
- Marineartillerieschule
- Marineunterwasserwaffenschule
- Marineartillerieversuchsstelle
- Marinetorpedoversuchsstelle
- Marinesperrwaffenversuchsstelle
- Marine-Ujagdversuchsstelle

### Admirale der Marinewaffen
- Kapitän zur See/Flottillenadmiral Wolfgang Haack: von Oktober 1965 bis September 1966, ehemaliger Kommandeur des Kommandos der Marinewaffen
- Kapitän zur See Gerd Schreiber: von Oktober 1966 bis März 1968
- Kapitän zur See Jens Matzen: von April 1968 bis September 1972
- Kapitän zur See Horst Albrecht: von Oktober 1972 bis September 1973 mit der Wahrnehmung der Geschäfte beauftragt

### Stellvertreter und Chefs des Stabes
- Kapitän zur See Gerd Schreiber: von Oktober 1965 bis September 1966, anschließend Admiral der Marinewaffen
- Kapitän zur See Klaus Hornbostel: von Oktober 1966 bis März 1969
- Kapitän zur See Heinz Boden: von April 1969 bis September 1972
- Kapitän zur See Horst Albrecht: von Oktober 1972 bis September 1973, zugleich mit der Wahrnehmung der Geschäfte des Admirals der Marinewaffen beauftragt

## Inspektion der Schiffstechnik (InSchT.)

### Inspektionsgeschichte
Die Inspektion der Schiffstechnik wurde am 1. Oktober 1965 mit dem Admiral der Schiffstechnik eingerichtet. Diese Dienststellung ging aus dem Kommando der Schiffstechnik hervor.

### Gliederung
- Technische Marineschule I
- Technische Marineschule II
- Schiffssicherungslehrgruppe
- Schiffstechnischer Überwachungs- und Betriebsschutz

### Admirale der Schiffstechnik
- Flottillenadmiral Hans Looschen: von Oktober 1965 bis September 1966, ehemaliger Kommandeur des Kommandos der Schiffstechnik
- Kapitän zur See/Flottillenadmiral Rolf Boehe: von Oktober 1966 bis März 1968, anschließend Admiral der Marinerüstung
- Kapitän zur See/Flottillenadmiral Werner Georg Kimmerling: von April 1968 bis März 1971, ehemaliger Chef des Stabes der Kommandos der Schiffstechnik
- Kapitän zur See Uwe Sörensen: von April 1971 bis März 1972, anschließend Admiral der Marinerüstung
- Kapitän zur See Dieter Martin: von April 1972 bis September 1973

### Stellvertreter und Chefs des Stabes
- Kapitän zur See Ludwig Steinmetz: von Oktober 1965 bis September 1967, ehemaliger Chef des Stabes der Kommandos der Schiffstechnik
- Kapitän zur See Günter Katthagen: von Oktober 1967 bis April 1970
- Kapitän zur See Dieter Martin: von April 1970 bis März 1972, anschließend Admiral der Schiffstechnik
- Kapitän zur See Karl Fuest: von April 1972 bis September 1973

## Inspektion des Marineführungsdienstes (InMFü.)

### Inspektionsgeschichte
Die Inspektion des Marineführungsdienstes wurde im Oktober 1965 mit dem Admiral der Marineführungsdienste eingerichtet. Diese Dienststellung ging aus dem Kommando des Marineführungsdienstes hervor.

### Gliederung
- Marinefernmeldeschule
- Marineortungsschule
- Marinefernmeldeversuchsstelle
- Marine-Ortungsversuchsstelle

### Admirale des Marineführungsdienstes
- Fregattenkapitän/Kapitän zur See Gerhard Meyering: von Oktober 1965 bis September 1971
- Kapitän zur See Helmut Eggers: von Oktober 1971 bis September 1972
- Kapitän zur See Hellmuth Trummel: von Oktober 1972 bis September 1973 mit der Wahrnehmung der Geschäfte beauftragt und zugleich Chef des Stabes

### Stellvertreter und Chefs des Stabes
- Fregattenkapitän Dietrich Hecht: von Oktober 1965 bis August 1968
- Kapitän zur See Heinz Haag: von September 1968 bis September 1969
- Kapitän zur See Hellmuth Trummel: von Oktober 1969 bis September 1973

## Inspektion der Marineversorgung (InMVers.)

### Inspektionsgeschichte
Die Inspektion der Marineversorgung wurde am 1. Oktober 1965 mit dem Admiral der Marineversorgung eingerichtet.
Die Abwicklung der Dienststelle dauerte bis März 1974.

### Gliederung
- Marineversorgungsschule
- Marineküstendienstschule, ab der Einrichtung 1969

### Admirale der Marineversorgung
- Kapitän zur See/Flottillenadmiral Hans-Klaus Fingerle: von Oktober 1965 bis September 1968
- Kapitän zur See Walter Herrmann: von Oktober 1968 bis September 1973

### Stellvertreter und Chefs des Stabes
- Kapitän zur See Walter Herrmann: von Oktober 1965 bis Juni 1966, später Admiral der Marineversorgung
- Fregattenkapitän/Kapitän zur See Kurt Kroeger: von Juli 1966 bis Oktober 1967
- Kapitän zur See Walter Stepputat: von Oktober 1967 bis Januar 1970
- Fregattenkapitän/Kapitän zur See Wolfgang Arnold: von Januar 1970 bis September 1972
- Kapitän zur See Hansgeorg Günter: von Oktober 1972 bis Juli 1973 (†)
- Kapitän zur See Bruno Schellin: von Juni 1973 bis Juli 1973 mit der Vertretung beauftragt
- Kapitän zur See Bruno Schellin: von August 1973 bis September 1973

## Inspektion des Marinesanitätsdienstes (InMSan.)

### Inspektionsgeschichte
Die Inspektion des Marinesanitätsdienstes wurde am 1. Oktober 1965 mit dem Admiral des Marinesanitätsdienstes eingerichtet. Diese Dienststellung ging aus dem Kommando des  Marinesanitätsdienstes hervor.
Am 1. April 1969 verlegte die Inspektion von Bonn nach Wilhelmshaven.
Die Admirale des Marinesanitätsdienstes waren zugleich Sanitätschefs der Marine.
Mit der Auflösung Ende September 1973 wurde die Abteilung III Marinesanitätsdienst im Marineamt eingerichtet, welche zugleich Admiralarzt der Marine war.

### Gliederung
- Schifffahrtmedizinisches Institut der Marine

### Admirale des Marinesanitätsdienstes
- Flottillenarzt Hans-Heinz Bierbaum: von Oktober 1965 bis April 1967, ehemaliger Kommandeur des Kommandos des Marinesanitätsdienstes
- Flottillenarzt Hans-Georg Stemann: von April 1967 bis März 1970
- Admiralarzt Herbert Gut: von April 1970 bis September 1972
- Admiralarzt Horst Robbers: von Oktober 1972 bis September 1973, anschließend Leiter der neu eingerichteten Abteilung III Marinesanitätsdienst im Marineamt

### Stellvertreter und Chefs des Stabes
- Flottenarzt Ralf von Gregory: von Oktober 1965 bis Juni 1967
- Flottenarzt Dietrich Tuschy: von Juli 1967 bis März 1970
- Flottenarzt Heinz Peter: von April 1970 bis September 1973

## Inspektion für Angelegenheiten der Marinerüstung (InMRüst.)

### Inspektionsgeschichte
Die Inspektion für Angelegenheiten der Marinerüstung wurde am 1. April 1968 mit dem Admiral der Marinerüstung eingerichtet.
Mit der Auflösung Ende September 1973 wurde die Abteilung II Rüstung im Marineamt eingerichtet, welche zugleich Admiral für Angelegenheiten der Marinerüstung war. Zusätzlich übernahm die Dienststellung die rüstungstechnischen Aufgaben der ebenfalls Ende September 1973 aufgelösten anderen Inspektionen.
Die Abwicklung der Dienststelle dauerte bis März 1974.

### Gliederung
- Kommando für Marineführungssysteme, ab Juli 1968
- Neubaukompanien in Bremen-Lesum, Rendsburg und Hamburg, ab September 1968 mit der Neuformierung der Kompanien
- Kommando für Truppenversuche der Marine, ab September 1968

### Admirale der Marinerüstung
- Flottillenadmiral Rolf Boehe: von April 1968 bis März 1972, ehemaliger Admiral der Schiffstechnik
- Flottillenadmiral Uwe Sörensen: von April 1972 bis September 1973, ehemaliger Admiral der Schiffstechnik und anschließend Leiter der neu eingerichteten Abteilung II Rüstung im Marineamt

### Stellvertreter und Chef des Stabes
- Kapitän zur See Adolf Oelrich: von April 1968 bis September 1973